# Das Reale
Das Reale ist in der Theorie des französischen Psychoanalytikers Jacques Lacan eine der drei Strukturbestimmungen des Psychischen. Das Reale ist der unauflösbare Rest, der in den übrigen beiden Ordnungen des Imaginären und des Symbolischen nicht aufgeht. Der Begriff des Realen ist nicht mit dem der Realität zu verwechseln, welcher eher der symbolischen Ordnung zuzurechnen ist.

## Begriff des Realen
Das Reale ist der wohl rätselhafteste Begriff der lacanschen Theorie, da er per definitionem nicht definierbar ist. Lacan beschreibt das Reale als das, was weder imaginär noch symbolisierbar ist, sondern eine eigene, massive, nichtreduzierbare und singuläre Existenz und Präsenz besitzt – etwa ein Traum, unter dem man leidet und der (noch) nicht in eine Geschichte verwandelbar ist. Das Reale ist immer etwas Unfassbares, Unsagbares, nicht Kontrollierbares, eine Art von Horror oder Trauma. Es tritt auch in den Sphären der Sexualität (siehe auch: Jouissance), des Todes und der Gewalt in Erscheinung. Das Reale ist das außerhalb der normalen Realität Liegende und Verdrängte, das diese bedroht. Es ist insofern verwandt mit dem Freudschen Begriff des Es.

## Das Reale, das Symbolische und das Imaginäre (RSI)
Die drei Strukturbestimmungen des Subjekts Reales, Imaginäres und Symbolisches sind in der Struktur eines Borromäischen Knotens miteinander verbunden, das heißt: Jedes dieser „Register“ des Psychischen bedingt die anderen beiden, so dass die drei Begriffe eine unauflösbare Einheit bilden. Löst man einen von ihnen aus dem Gesamtgeflecht heraus, lösen sich auch die übrigen und verliert das Geflecht seine Kohärenz. Es ist unklar, ob Lacan diese Einheit als universal und unauflöslich betrachtet, oder ob nicht in der Psychose diese Einheit auf traumatische Weise aufgelöst ist, wie es in seinem späten Seminar XXIII. Le sinthome (1975–76) angedeutet ist (vgl. Dylan Evans, Wörterbuch der Lacanschen Psychoanalyse, S. 65).

## Das Reale in der Populärkultur
Der Philosoph Slavoj Žižek findet Beispiele für das Reale in den Filmen Alfred Hitchcocks, etwa die Vögel in dem gleichnamigen Film oder das riesige Schiff am Ende der Straße, in der im Film Marnie die Mutter der Protagonistin lebt. „Diese Art von Objekt zeichnet sich durch eine massive, bedrückende materielle Präsenz aus; es ist keineswegs eine indifferente Leere wie das MacGuffin [(vgl. Objekt klein a)], zirkuliert aber auch nicht zwischen den Subjekten, ist also genauso wenig ein Objekt des Austausches, sondern eine stumme Verkörperung eines unmöglichen Genießens (jouissance).“ (Žižek: Liebe Dein Symptom wie Dich selbst, S. 57) Entgegen einer populären Interpretation kann man im lacanschen Sinne das Alien im gleichnamigen Film nicht als Verkörperung eines lacanschen Realen verstehen; stattdessen steht es für die Lamelle.